# دلوین ویلیامز
دلوین ویلیامز جونیور (به انگلیسی: Delvin Williams)، بازیکن سابق حرفه ای فوتبال آمریکایی است که در تیم سان فرانسیسکو فورتی ناینرز بازی کرده‌است.